# Arnoud Anthonie Elenbaas
Arnoud Anthonie Elenbaas (Kruiningen, 6 januari 1890 – 's-Heer Arendskerke, 13 december 1965) was een Nederlands politicus van de CHU. 
Hij werd geboren als zoon van Jacob Nelewart Elenbaas (1862-1932) en Cornelia Back (1860-1925). Zijn vader zat in het onderwijs, was vanaf 1894 burgemeester van Krabbendijke en later van Kruiningen. Zelf was hij vanaf 1913 de gemeentesecretaris van Krabbendijke. In 1933 volgde zijn benoeming tot burgemeester van 's-Heer Arendskerke en in 1936 was hij daarnaast enige tijd waarnemend burgemeester van Borssele. Hij werd in 1942 ontslagen waarna 's-Heer Arendskerke een NSB'er als burgemeester kreeg. Na de bevrijding keerde Elenbaas terug in zijn oude functie. Hij ging in 1955 met pensioen en overleed in 1965 op 75-jarige leeftijd. 